# Успенское благочиние (Московская епархия)
 Успенское благочиние (Успенский благочиннический округ) — благочиние Северо-Западного викариатства Московской епархии Русской православной церкви, объединяющее храмы и приходы в районах Строгино, Щукино, Хорошево-Мневники и Покровское-Стрешнево Северо-Западного административного округа города Москвы.
Благочинный округа — иерей Андрей Шумкин, настоятель храма святого Николая Мирликийского в Щукине.
В мае 2012 года из состава Успенского было выделено Спасское благочиние, в которое вошли приходы в районах Куркино, Митино, Северное Тушино и Южное Тушино.

## Храмы благочиния
| Название                                                                 | Период строительства | Краткое описание | Изображение | Адрес                                  |
| Храм святителя Николая Мирликийского в Щукине                            | 2016—2022            |                  |             | Авиационная улица, 30                  |
| Храм Пантелеимона при Центральном военном клиническом госпитале ФСБ РФ   | 2003—2004            |                  |             | 1-й Пехотный пер., 9/27                |
| Храм Покрова Пресвятой Богородицы в Покровском-Стрешневе                 | 1629                 |                  |             | Волоколамское шоссе, 52                |
| Храм Преображения Господня в Тушине                                      | 1886—1888            |                  |             | Волоколамское шоссе, 128               |
| Храм иконы Божией Матери «Скоропослушница» на Ходынском поле             | 1901—1902            |                  |             | ул. Маршала Рыбалко, 8, корп. 2        |
| Храм Живоначальной Троицы в Хорошёве                                     |                      |                  |             |                                        |
| Храм Успения Пресвятой Богородицы в Троице-Лыкове                        |                      |                  |             | Одинцовская ул., 12                    |
| Храм Новомучеников и Исповедников Российских в Строгине                  |                      |                  |             | Строгинский бульвар, 14 корпус 4       |
| Храм Рождества Христова в Сторогине                                      |                      |                  |             | ул. Исаковского, напротив владения 10. |
| Храм святого благоверного князя Александра Невского в Хорошёво-Мнёвниках |                      |                  |             |                                        |
| Храм Сергия Радонежского на Ходынском поле при летних казармах           |                      |                  |             |                                        |
| Храм великомученика и целителя Пантелеимона при ЦКБ №1 РЖД               |                      |                  |             |                                        |